# Kirche von Çengilli
Die Kirche von Çengilli, auch Eghegnamor (armenisch Եղեգնամոր), war ein mittelalterliches armenisches Kloster aus dem 11. Jahrhundert, dessen gut erhaltene Kirche die Häuser des Dorfes Çengilli nahe der Stadt Kağızman in der heutigen Türkei heute noch überragt. Das Kloster wurde während des Türkisch-Armenischen Krieges ab 1918 durch die Türken zerstört und 1920 geschlossen.

## Namensgebung
Eghegnamor steht im Armenischen für "schilfiger Ort". "Çengilli" ist der derzeitige Name des Dorfes. Er leitet sich von seinem Namen Çanlı aus dem 19. Jahrhundert ab, was "Dorf des Glockenturms" bedeutet. Die Kirche ist in der armenischen Literatur sowie anderen Quellen auch als Eghegnamor bekannt.

## Geschichte
Eghegnamor (Çengilli) lag innerhalb eines Distrikts des historischen Armeniens, der als Gabeghyank' bekannt war und die Stadt Kaghzvan (heute Kağızman) umfasste. Er war Teil der armenischen Provinz Ayrarat. Dieser Distrikt war ursprünglich eine mamikonjanische Besitzung, im 9. Jahrhundert wurde er Teil des Königreiches von Kars. Bis zum Ende des 19. Jahrhunderts war die Mehrheit der Dorfbevölkerung armenisch. Sie waren Anhänger der armenisch-apostolischen Kirche und nannten die Dorfkirche Surb Astvatsatsin (Սուրբ Աստվածածին, „Heilige Muttergottes“). Diese Bewohner wurden 1920 in die Demokratische Republik Armenien deportiert, als das Gebiet nach dem Ersten Weltkrieg Teil der Türkei wurde. Die heutigen Bewohner des Dorfes sind Kurden, zumeist Einwanderer aus Erzurum und Doğubeyazıt. Sie nutzen die Kirche als Gemeinschaftsscheune.